# هاكان أكين
هاكان أكين ولد في 12 يناير 1966 في اسطنبول، تركيا. وهو ممثل معروف باسم بير بابا هندو (2016)، وبوسات (2007) ورجب إيففيك (2008)